# ダイハツ・ハロー
ダイハツ・ハロー(DAIHATSU Hallo)は、ダイハツ工業が1974年（昭和49年）に販売を開始した50 cc三輪スクーター（原動機付自転車）。

## 概要
3.5 psを発揮する50 cc強制空冷2サイクル単気筒エンジンを搭載したモデルと、エンジン部分を定格出力1.5 kwを発揮する電動モーターに換装した「ハローBC」が用意されていた。
三輪スクーターではあったものの、車輪の駆動方式は片輪のみに動力を伝達する1WD（エンジン式と電動式では駆動輪が左右反対）であったため、通常の2WD三輪スクーターとは違う操縦性を持っていた。
発売当時のメーカー希望小売価格は179,000円と、50 ccとしては割高であった上、自転車店やオートバイ店で発売されるのが常識であった二輪車市場において全国のダイハツディーラー専売扱いであったため、ほとんど普及することのないまま1975年（昭和50年）に販売終了となった。しかし、その愛らしいスタイルと希少性から、現在でも多くの愛好家が存在している。

## 開発
ハローの開発には英国の技術者、ジョージ・ウォリス(George Wallis)が関わっている。戦前に独自のハブセンター・ステアリング車であるコマーフォード・スペシャルの開発に携わった 事績で知られるウォリスは、1960年代により安全な三輪自動車のデザインの研究を開始し、1967年に2輪スクーターのトライアンフ・ティナをベースにした、独自の三輪スクーターのプロトタイプを10数台程製造した。後述のアリエル・スリーやハローが後二輪でありながらも駆動輪が片輪のみとなっているのは、元々二輪車であったティナのベルトドライブ機構に大きく手を加えることなく、一輪を付け足す形で三輪化したという開発経緯が大きく影響している。ウォリスの設計に着目したバーミンガム・スモール・アームズ(BSA)は、1970年に傘下のアリエル・モーターサイクルの手でアリエル・スリーを製造販売させたが、販売実績は芳しくなく、アリエル・スリーは1973年にBSAの破綻の巻き添えを食う形で製造を終えた。
BSAとの協業が終わった1973年、ウォリスの設計に着目したダイハツ工業はウォリスを日本に招聘し、アリエル・スリーの改良型となる新機種の開発を依頼した。この結果1974年に生まれたのがハローであった。ハローは販路の乏しさとウォリスの原設計が抱える操縦性の問題から、数年で販売を終える事となったが、ウォリスは技術者としてのキャリアの晩年に本田技研工業に自身が持つ三輪スクーターの設計と技術に関する権利の全てを売却した。ホンダがその後数年を掛けてウォリスの設計を全面改良して1981年に販売に漕ぎ着けたのが、同社初の三輪スクーターであるホンダ・ストリームである。ウォリスはストリームの完成車を前にした時、その洗練されたデザインに感銘したが、同時に後二輪駆動に駆動方式が変更された事で、自身の原設計とは異なる操縦性の課題を抱える事になるであろう事もホンダの技術陣に指摘したという。
ストリームは翌82年には商用モデルのホンダ・ジャイロに派生し、1984年にはオフロードモデルのホンダ・ロードフォックスへと発展した。このうち、2019年現在も商用のジャイロの系譜が残り続けており、ここから更に派生する形で中国・星月集団の星月・ヴォーグ(Xingyue XY150ZK Vogue)へと発展が続いているという。